# Parque zoológico de Nehru
El Parque zoológico de Nehru (Telugu: నెహ్రూ జంతుప్రదర్శనశాల) (también conocido como Zoológico de Hyderabad) es un zoológico de 380 acres (150 ha) situado cerca de Mir Alam en Hyderabad, estado de Andhra Pradesh, en la India. Es uno de los tres destinos más visitados en Hyderabad. Los horarios del Zoológico varían según la temporada y no está apto para entrar los días lunes.
Fue establecido el 26 de octubre de 1959. Se abrió al público el 6 de octubre de 1963. El parque zoológico de Nehru está dirigido por el Departamento de Bosques del Gobierno de Andhra Pradesh, y lleva el nombre de un ex primer ministro del país, Jawaharlal Nehru.